# بليوم (فطر)
بليوم (الاسم العلمي: Polioma)، جنس فطور من رتبة الشقرانيات وفصيلة الشقرانية.